# 独步天下 (电视剧)
《独步天下》（英文：Rule The World）是一部45集的古装传奇剧，改编自李歆同名小说《独步天下》。由企鹅影业、悦凯影视、新丽传媒出品 ，由导演邵警辉执导，及编剧张鸢盎执笔改编，并由林峯、唐艺昕、张睿、景岗山、李智楠、屈楚萧等主演。该剧于2016年11月15日横店开机，2017年3月杀青。于2017年10月30日腾讯视频独播。台灣OTT平台LiTV 線上影視、myVideo全套上架。

## 演員表

### 主要角色
| 演員   | 角色       | 简介 | 备注                   |
| 林峯   | 皇太極     | 后金大汗 四贝勒→清太宗 努尔哈赤之八子 褚英、代善同父異母之弟 多尔衮、多铎同父异母之兄 参见後金皇族（大清） |                        |
| 唐艺昕 | 步悠然     | 現代小說家                                                                                                 |                        |
| 唐艺昕 | 东哥海兰珠 | 布喜娅玛拉格格→宸妃（東大福晋） 女真族第一美女东哥，後來以海兰珠的身份重新出现。                           | 历史上是两个不同人物。 |
| 張睿   | 代善       | 大贝勒→和硕礼亲王 努尔哈赤之次子 褚英同胞之弟。 皇太极、多尔衮、多铎同父异母之兄 参见後金皇族（大清）      |                        |

### 後金皇族（大清）
| 演員   | 角色     | 简介                                                                                |
| 景岗山 | 努尔哈赤 | 后金大汗→清太祖 褚英、代善、皇太极、多尔衮、多铎之父。 深愛東哥。                   |
| 王凯熠 | 褚英     | 广略太子 努尔哈赤长子，代善同胞之兄。 皇太极、多尔衮、多铎同父异母之兄。 為人衝動。 |
| 张睿   | 代善     | 大贝勒→和硕礼亲王 详见主要角色                                                      |
| 林峯   | 皇太極   | 四贝勒→清太宗 详见主要角色                                                          |
| 屈楚萧 | 多尔衮   | 和硕睿亲王 努尔哈赤第十四子，多铎同胞之兄。 褚英、代善、皇太极同父异母之弟。        |
| 黄德毅 | 多铎     | 和硕豫亲王 努尔哈赤第十五子，多尔衮同胞之弟。 褚英、代善、皇太极同父异母之弟。      |
| 李昂   | 舒爾哈齊 | 和碩莊親王 努爾哈赤同母弟                                                           |
| 刘海宽 | 济尔哈朗 | 和硕郑亲王 舒尔哈齐第六子，其父是努尔哈赤同胞之弟。                                 |

### 努尔哈赤后宫妃嫔
| 演員   | 角色     | 简介 | 备注 |
| 許榕真 | 袞代     | 大福晉→侧福晋 努尔哈赤之大福晋                                                                                               | 努尔哈赤时代，女真贵族奉行多妻多妾制。贵族有多位妻子，皆称福晋。历史上，袞代、孟古哲哲、阿巴亥、哈敏四人皆是努尔哈赤的福晋（妻子）。努尔哈赤建国后，阿巴亥有大福晋头衔。 |
| 韩姝妹 | 孟古哲哲 | 侧福晋→孝慈高皇后（追封） 努尔哈赤之側福晋 皇太极生母 東哥的姑姑                                                             | 努尔哈赤时代，女真贵族奉行多妻多妾制。贵族有多位妻子，皆称福晋。历史上，袞代、孟古哲哲、阿巴亥、哈敏四人皆是努尔哈赤的福晋（妻子）。努尔哈赤建国后，阿巴亥有大福晋头衔。 |
| 陈欣予 | 阿巴亥   | 侧福晋→大福晉→大妃→孝烈武皇后（追封）→無（遭褫奪） 乌拉那拉氏 努尔哈赤之侧福晋 多尔衮、多铎之生母 表面雖為和善，實為心機重。 | 努尔哈赤时代，女真贵族奉行多妻多妾制。贵族有多位妻子，皆称福晋。历史上，袞代、孟古哲哲、阿巴亥、哈敏四人皆是努尔哈赤的福晋（妻子）。努尔哈赤建国后，阿巴亥有大福晋头衔。 |
| 陸梅芳 | 哈敏     | 侧福晋 努尔哈赤之侧福晋 | 努尔哈赤时代，女真贵族奉行多妻多妾制。贵族有多位妻子，皆称福晋。历史上，袞代、孟古哲哲、阿巴亥、哈敏四人皆是努尔哈赤的福晋（妻子）。努尔哈赤建国后，阿巴亥有大福晋头衔。 |

### 皇太极后宫妃嫔
| 演員   | 角色     | 简介 | 备注             |
| 方宇晨 | 娥尔赫   | 侧福晋 钮祜禄氏，和葛戴同为侧福晋。在聽見阿瑪戰死的消息後病故。                                                        | 原型为清太宗元妃 |
| 黃思涵 | 葛戴     | 侧福晋→大福晋 乌拉那拉氏，阿巴亥的堂姑，本為東哥婢女，後為侧福晋。生下孩子後再成為大福晉。於生完格格後，因心脈不佳過世 | 原型为清太宗繼妃 |
| 王渊慧 | 哲哲     | 侧福晋→大妃→孝端文皇后 博尔济吉特氏，初期为皇太极侧福晋，后成为其正宫皇后。                                            |                  |
| 曹梦格 | 布木布泰 | 福晋→侧福晉→庄妃→太后→太皇太后 博尔济吉特氏，其婢女讓布木布泰阿瑪派刺客刺殺步悠然，後嫁禍給娥爾赫                      |                  |

### 其他角色
| 演員   | 角色   | 简介                  | 备注                                             |
| 晏紫东 | 布占泰 | 乌拉国主 阿巴亥叔叔。 |                                                  |
| 李智楠 | 烏克亞 | 瓦爾喀首領之子        |                                                  |
| 夏楠   | 阿丹珠 | 瓦爾喀首領之女        |                                                  |
| 陈锦瑶 | 乌塔娜 | 和硕郑亲王嫡福晋      |                                                  |
| 厉蔺菲 | 苏泰   | 和硕郑亲王侧福晋      | 历史上，她原是林丹汗遗孀，郑亲王济尔哈朗嫡福晋。 |

## 軼事
- 此劇是林峯第一次剃光頭演出清朝戲[4]。

## 記事
- 2017年10月30日：此劇在北京舉行開播發布會[5]。